# Andrew Lambrou
Andrew Lambrou (Sydney, 1998. május 25. – ) ausztrál énekes görög és ciprusi felmenőkkel. Ő képviselte Ciprust a 2023-as Eurovíziós Dalfesztiválon, Liverpoolban, a Break a Broken Heart című dalával, ahol a tizenkettedik helyen végzett.

## Pályafutása
Andrew a YouTube videómegosztó oldalon vált híressé 2013-ban, miután feldolgozta a Evanescence My Immortal című dalát. 2015-ben jelentkezett az ausztrál X-Faktorba, ahol a legjobb húsz között végzett. Első dala, a Throne 2021-ben debütált.
2021. november 25-én az ausztrál műsorsugárzó bejelentette, hogy az énekes is bekerült a következő évi Eurovision: Australia Decides nemzeti döntő tizenegy előadója közé, akikkel az Eurovíziós Dalfesztiválra való kijutásért küzdhet. Versenydala, az Electrify 2022. február 15-én jelent meg. A február 26-án tartott döntőben végül a zsűri 16 ponttal az utolsó előtti helyre, a nézők pedig 35 ponttal az ötödik helyre szavazták, így összesítésben 51 ponttal a verseny hetedik helyezettje lett.
2022. október 17-én a Ciprusi Műsorszolgáltató Társaság műsorszolgáltató bejelentette, hogy őt választották ki, hogy képviselje Ciprust a következő Eurovíziós Dalfesztiválon. Versenydala, a Break a Broken Heart 2023. március 2-án jelent meg.

## Diszkográfia

### Kislemezek
- 2021: Throne
- 2021: Lemonade
- 2021: Confidence
- 2022: Electrify
- 2023: Break a Broken Heart